# Cidade Dutra
Cidade Dutra es un distrito ubicado en la zona sur de la ciudad de Sao Paulo, Brasil. Administrativamente pertenece a la subprefectura de Capela do Socorro.

## Historia
La historia del distrito comenzó a mediados de la década de 1930, cuando un grupo de empresarios liderados por Luís Romero Samson crearon la empresa Auto Estrada SA. El objetivo era construir un enlace entre São Paulo y el entonces distante municipio de Santo Amaro, del que formaba parte Cidade Dutra.
Junto con este objetivo surgieron otros proyectos que se conocieron como el "Proyecto Interlagos". Las avenidas Washington Luís e Interlagos, el Aeropuerto de Congonhas y la "Cidade Satélite de Interlagos", compuesta por un hotel, una iglesia y un hipódromo en áreas destinadas a uso residencial, comercial e industrial. La construcción de la autopista a Santo Amaro se inició en 1927 y se concluyó en 1933. La longitud total era de 14 kilómetros, comenzando en la Avenida Brigadeiro Luís Antônio hasta el peaje de Vila Sophia, cerca de Chácara Flora, y en 1940 se construyó una circunvalación hacia la presa, que daba acceso exclusivo a la Cidade Satélite de Interlagos y al autódromo, hoy conocido como Avenida Interlagos.
La empresa Auto Estradas negoció grandes extensiones de terreno con los propietarios de los terrenos que serían atravesados y consecuentemente beneficiados por la construcción de la autopista, acumulando un considerable patrimonio inmobiliario, que aumentó de valor con la implantación de sus propias promociones. Paralelamente a la empresa Auto Estradas, en 1904 se constituyó la empresa Light and Power, con los mismos socios de la empresa canadiense São Paulo Tramway, Light and Power Company', que explotaba servicios de generación y distribución de energía eléctrica y tranvías eléctricos en São Paulo. Entre 1900 y 1930, la Light São Paulo llevó a cabo numerosos proyectos para ampliar los servicios de electricidad en la capital paulista y municipios vecinos, construyendo la represa de Guarapiranga en 1908 y centrales hidroeléctricas como Edgar de Souza y Rasgão, situadas en el río Tietê, en Santana do Parnaíba, a 40 kilómetros de la capital.
Más tarde, en la década de 1940, Light São Paulo también se encargó de enderezar los ríos Tietê y Pinheiros y de construir la represa Billings y la usina hidroeléctrica Henry Borden. Como propietaria de las represas Billings y Guarapiranga en la época, Light and Power adquirió terrenos de Auto Estradas SA, con el objetivo de atender la demanda de viviendas para sus empleados, cuya construcción fue financiada por la "Caixa de Aposentadoria e Pensões dos Servidores Públicos em São Paulo". El 25 de enero de 1949 se inició la construcción de 500 viviendas planificadas, 437 de las cuales se terminaron y entregaron el 1 de julio de 1950, casi todas ya habitadas por empleados de la Compañía de Gas, de la Compañía Telefónica, de la "Luz" y empleados de la propia Caixa, todas construidas sobre calles pavimentadas, con electricidad, agua corriente y alcantarillado. A las 16:00 horas de esta fecha, en presencia de autoridades federales y estatales, se inauguró la "Cidade Previdenciária Presidente Dutra", bautizada así en honor del entonces presidente Eurico Gaspar Dutra, dando así origen al barrio que más tarde se convertiría en el distrito Cidade Dutra.
Al principio, la distancia dejó el barrio aislado, pero se crearon líneas de autobuses que trajeron a su paso la formación de otros barrios, haciendo de Cidade Dutra un polo de desarrollo de la entonces extremidad de la Zona Sur. Otros barrios surgieron como resultado de la especulación inmobiliaria, sin preocuparse por la planificación urbana. El comercio empezó a formarse en torno a las paradas de autobús, creando aglomeraciones que se expandieron progresivamente a lo largo de las carreteras principales.

## Infraestrutura
En el distrito está ubicado el Autódromo José Carlos Pace, también conocido como Autódromo de Interlagos donde, desde 1989, se realiza el Gran Premio de Brasil de Fórmula 1, además de otras competiciones de automovilismo. El distrito colinda con Pedreira, Grajaú, Parelheiros, Jardim São Luís, Socorro y Campo Grande. Esta atendido por dos estaciones de tren de la Companhia Paulista de Trens Metropolitanos: Estación Autódromo, localizada a seiscentos metros del autódromo y la estación Primavera-Interlagos, localizada en el cruce de la Avenida Presidente João Goulart con la rúa Jequirituba.

## Distritos limítrofes
- Socorro y Campo Grande (norte).
- Pedreira (noreste)
- Grajaú (sureste)
- Parelheiros (sur)
- Jardim Ângela y Jardim São Luís (oeste)